# Fraternitatis tuae
Fraternitatis tuae ist eine Päpstliche Bulle vom 13. März 1228, Papst Gregor IX. nimmt in dieser Bulle Stellung zum Eucharistischen Wunder von Alatri.

## Wunder von Alatri
Im Jahre 1228 nahm auf Geheiß ihres Freundes eine junge Frau missbräuchlicher Weise eine konsekrierte Hostie mit nach Hause und bewahrte diese dort auf. Ihr Schuldgefühl trieb sie nach einigen Tagen dazu, die Hostie aus dem Versteck zu holen. Hierbei stellte sie fest, dass diese eine fleischige Farbe angenommen hatte. Sie brachte diese Hostie zu ihrem örtlichen Pfarrer, der diese dem zuständigen Bischof übergab. Der Bischof unterrichtete Papst Gregor IX., der nun seinerseits mit der Bulle „Fraternitatis tuae“ antwortete.

## Empfehlung
Mit wenigen Worten ging Gregor IX. auf das Geschehen in Alatri ein und übermittelte dem Bischof seine brüderliche Empfehlung. Dem Mädchen solle eine einfache Buße auferlegt werden, da sie weniger eine schwere Sünde gegangen habe als vielmehr der Schwachheit des Bösen erlegen gewesen war.
Gegen den Anstifter, so empfahl er, solle man mit geeigneten disziplinären Maßnahmen vorgehen. Darüber hinaus sollte die Übeltäterin zum Sündenbekenntnis auch die Nachbarbischöfe aufsuchen und die um Vergebung bitten.